# Jaap Schröder
Jaap Schröder (Amsterdam, 31 december 1925 – aldaar, 1 januari 2020) was een Nederlands violist, dirigent en muziekpedagoog.

## Levensloop
Schröder begon zijn muziekstudie viool aan het Conservatorium van Amsterdam en het Conservatoire de Paris. Hij studeerde tevens musicologie aan de Sorbonne.
Hij werd concertmeester in het Radio Kamer Orkest en was lid van het Nederlands Strijkkwartet. In 1975 stichtte hij het Quartetto Esterhazy, dat klassieke muziek uitvoerde op historische instrumenten. Het kwartet bleef actief tot in 1981. Vervolgens werd hij muziekdirecteur van de Academy of Ancient Music in Londen. In 1982 werd hij visiting music director van de Smithsonian Chamber Players in Washington D.C.. Hij organiseerde er het Smithsonian Quartet. Daarop werd hij docent aan de Muziekschool van Yale University. Hij doceerde eveneens aan de Universiteit van Virginia en de Universiteit van Maryland, aan het Conservatorium van Peabody, aan de Case Western Reserve University en aan de Banff School of Fine Arts. Hij toerde tegelijk uitgebreid door de continenten voor het geven van concerten.
Schröder heeft veel onderzoek verricht omtrent onbekende partituren voor viool uit de 17de en 18de eeuw.
In 1981 was hij jurylid voor het internationaal concours zang en barokinstrumenten in het kader van het Festival Musica Antiqua.
Hij overleed een dag na zijn 94e verjaardag.

## Discografie
Jaap Schröder heeft veel opnamen gemaakt voor platenlabels als Smithsonian, Harmonia Mundi, Virgin, Decca en Teldec.
Enkele voorbeelden:
- De kwartetten en kwintetten van Wolfgang Amadeus Mozart
- Muziek van Marco Uccellini, Jean-Marie Leclair en Heinrich Ignaz Franz Biber
- De zes Sonates en partita's voor onbegeleide viool (J.S. Bach)
- De complete Beethovencyclus met Jos Van Immerseel
- De sonates van Mozart met Lambert Orkis
- De sonates van Franz Schubert en Felix Mendelssohn Bartholdy met Christopher Hogwood
- Het Octet van Schubert met het Atlantis Ensemble.
- De vioolconcerten van Johann Sebastian Bach
- Alle symfonieën van Mozart met Christopher Hogwood en de Academy of Ancient Music

Als dirigent en tegelijk solist heeft hij opnamen gemaakt met onder meer Concerto Amsterdam, het Mozarteum Orkest Salzburg, het Drottningholm Court Baroque Ensemble en het Smithsonian Chamber Orchestra.